# Tipton (Missouri)
Tipton és una població dels Estats Units a l'estat de Missouri. Segons el cens del 2000 tenia 3.261 habitants.

## Demografia
Segons el cens del 2000, Tipton tenia 3.261 habitants, 872 habitatges, i 558 famílies. La densitat de població era de 599,6 habitants per km².
Dels 872 habitatges en un 31,8% hi vivien nens de menys de 18 anys, en un 49,5% hi vivien parelles casades, en un 10,8% dones solteres, i en un 36% no eren unitats familiars. En el 32,3% dels habitatges hi vivien persones soles el 19,5% de les quals corresponia a persones de 65 anys o més que vivien soles. El nombre mitjà de persones vivint en cada habitatge era de 2,33 i el nombre mitjà de persones que vivien en cada família era de 2,94.
Per edats la població es repartia de la següent manera: un 16,8% tenia menys de 18 anys, un 7,9% entre 18 i 24, un 43,5% entre 25 i 44, un 17,8% de 45 a 60 i un 14% 65 anys o més.
L'edat mediana era de 37 anys. Per cada 100 dones de 18 o més anys hi havia 215,8 homes.
La renda mediana per habitatge era de 32.155 $ i la renda mediana per família de 40.486 $. Els homes tenien una renda mediana de 24.509 $ mentre que les dones 20.824 $. La renda per capita de la població era de 15.987 $. Entorn del 8,7% de les famílies i el 10,2% de la població estaven per davall del llindar de pobresa.

## Poblacions més properes
El següent diagrama mostra les poblacions més properes.